# Adenylátkináza

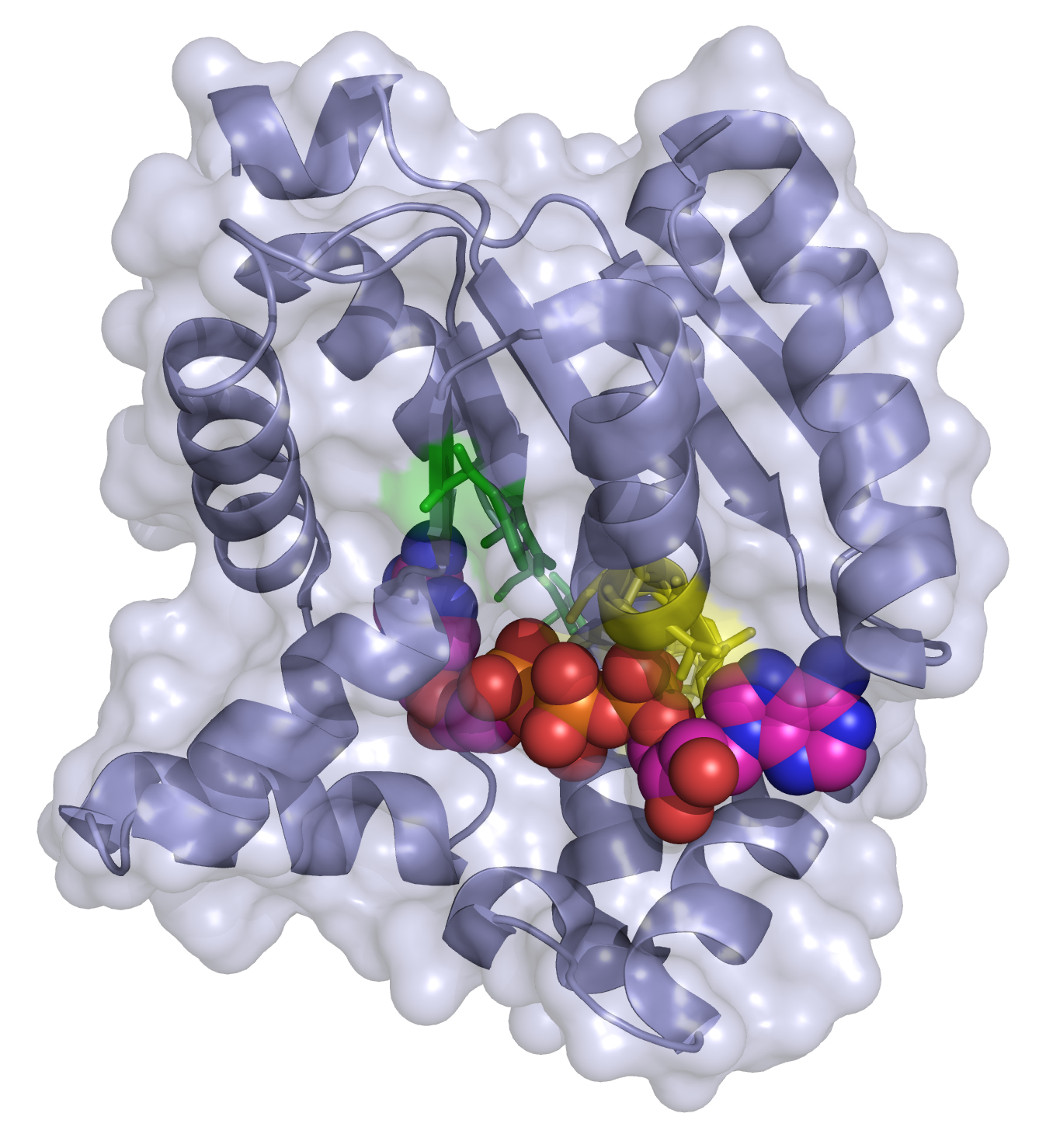
Adenylátkináza

Adenylátkináza (alternativně kináza adenylové kyseliny; myokináza) je enzym udržující v buňce energetickou rovnováhu tím, že katalyzuje tuto reakci:
Adenosintrifosfát (ATP) + Adenosinmonofosfát (AMP) ↔ 2Adenosindifosfát (ADP)
Syntéza ADP z ATP a AMP je potřebná při odbourávání AMP (když je v buňce moc AMP), nebo při odbouránání ATP (když je v buňce moc ATP), případně při nedostatku ADP.
Naopak při syntéze ATP a AMP z ADP je potřebná, když je v buňce mnoho ADP (ale častější je, když se ADP spotřebuje společně s Pi za vzniku ATP za katalýzy ATP-syntázou), nebo při nedostatku ATP (když buňka nedokáže buněčným dýcháním syntetizovat dostatek ATP).

## Průběh reakce
Reakce je rozděleny do několika částí:
1. ATP se naváže na enzym a předá mu fosfátovou skupinu, za vzniku ADP (nebo se naváže na enzym ADP za vzniku AMP).
2. AMP se naváže na fosforylizovaný enzym za vzniku ADP (nebo se naváže ADP na fosforylizovaný enzym za vzniku ATP).